# Open Goldberg Variations
Open Goldberg Variations — некоммерческий проект по созданию высококачественных студийных записей и печатных партитур Вариаций Гольдберга, музыкального произведения Иоганна Себастьяна Баха, с последующей немедленной передачей их в общественное достояние. Создавая свободную версию классического шедевра, проект стремится устранить общую проблему: для находящейся в общественном достоянии музыки трудно найти в интернете высококачественное исполнение, так как их размещение ограничено авторским правом на исполнение. Open Goldberg Variations издаёт исполнение, которое доступно для всех и каждого без ограничений, в том числе может использоваться школами, вузами, музыкантами, частными лицами и даже коммерческими организациями.
Для обеспечения высокого качества партитуры в проекте используется программное обеспечение с открытым исходным кодом и открытый процесс рецензирования, который позволяет каждому редактировать ноты и предлагать улучшения. Open Goldberg Variations использует открытые стандарты, и результат своей работы обозначает термином «Open Source Bach», подчеркивая сходство своего подхода с принципами открытого программного обеспечения.
28 мая 2012 года партитуры и записи были опубликованы по лицензии Creative Commons Zero (СС0).

## Создание
При создании новой партитуры на основе программного обеспечения с открытым исходным кодом были использованы передовые технологии повышения качества. Корректура проводилась в два захода через публичное онлайн-рецензирование, во время которого набранные ноты сравнивались с баховской рукописью.
В проекте участвовала пианистка Кимико Дуглас-Исидзака, которая сделала 85-минутную запись вариаций. Работа продолжалась в течение пяти дней в студии Teldex в Берлине. Рояль был предоставлен австрийской фирмой Bösendorfer, доставившей из Вены в Берлин свой флагманский инструмент 290 Imperial. Запись, монтаж и обработку звука выполнил канадский продюсер Анна-Мари Сильвестр.

## Особенности цифровой партитуры

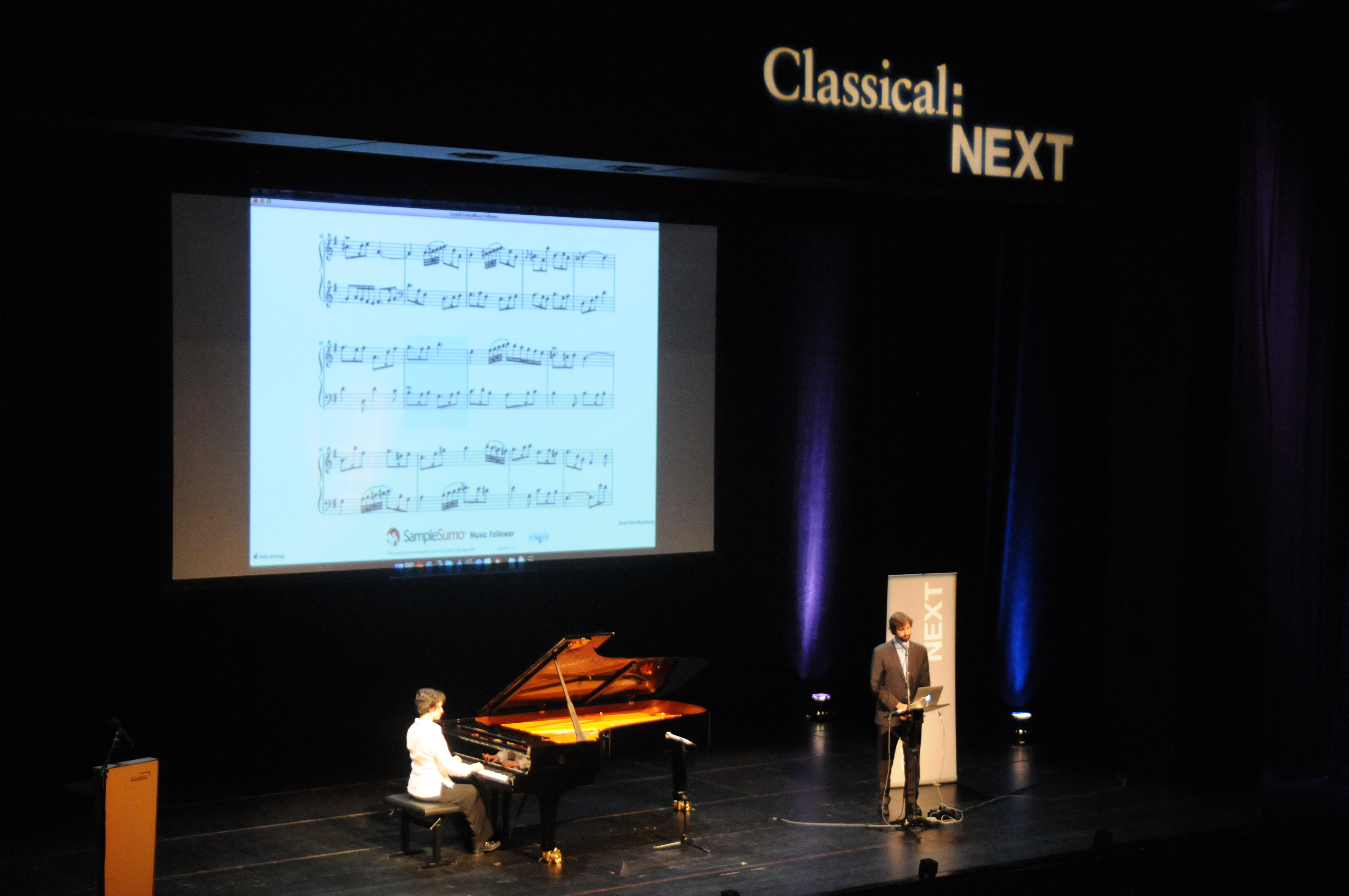
Дуглас-Исидзака исполняет вариации на конференции Classical:NEXT 2012

В рамках проекта команда разработала цифровое представление партитуры, позволяющее отображать исполняемые в данный момент ноты. Воспроизведение доступно на смартфонах и других цифровых устройствах. Цифровая партитура имеет два основных преимущества для музыки, существующей в интернете:
1. Ноты больше не привязаны к традиционному бумажному носителю, что позволяет их легко редактировать, изменять и обмениваться результатами через интернет. Социальная составляющая является ключевым фактором для обеспечения высокого качества, она позволяет людям ознакомиться, улучшить и изменить результат в ходе открытого процесса рецензирования[5].
2. Цифровая форма меняет способ использования музыки, добавляя визуальный слой к звуковому. Слушатель имеет возможность отслеживать исполняемые ноты, визуальный слой может быть встроен в веб-сайт. 24 июня 2012 года Вариации Гольдберга транслировались в эфире Wisconsin Public Radio и одновременно отображались на сайте радиостанции, где слушатели имели возможность следить за нотами, узнавать в реальном времени темп исполнения. Страницы партитуры переворачивались синхронно с музыкой, звучавшей по радио[15].